# Mathigiri
Mathigiri (o Mattigiri, Mattagiri) è una suddivisione dell'India, classificata come town panchayat, di 8.049 abitanti, situata nel distretto di Krishnagiri, nello stato federato del Tamil Nadu. In base al numero di abitanti la città rientra nella classe V (da 5.000 a 9.999 persone).

## Geografia fisica
La città è situata a 12° 40' 60 N e 77° 49' 0 E e ha un'altitudine di 896 m s.l.m..

## Società

### Evoluzione demografica
Al censimento del 2001 la popolazione di Mathigiri assommava a 8.049 persone, delle quali 4.074 maschi e 3.975 femmine. I bambini di età inferiore o uguale ai sei anni assommavano a 1.091, dei quali 538 maschi e 553 femmine. Infine, coloro che erano in grado di saper almeno leggere e scrivere erano 5.676, dei quali 3.102 maschi e 2.574 femmine.